# 欧文·米勒
欧文·L·米勒（英語：Erwin L. Mueller，1944年3月12日—），美国NBA联盟的前职业篮球运动员。他在1966年的NBA选秀中第2轮第20顺位被芝加哥公牛选中。